# Jekatierina Fiłatowa
Jekatierina Andriejewna Fiłatowa (ros. Екатерина Андреевна Филатова; ur. 28 czerwca 1989) – rosyjska lekkoatletka specjalizująca się w biegach sprinterskich.
Podczas mistrzostw świata juniorów w Bydgoszczy (2008) odpadła w eliminacjach biegu na 100 metrów oraz sztafet 4 x 100 metrów. Rok później, na młodzieżowych mistrzostwach Europy, indywidualnie odpadła w eliminacjach sprintu na 100 metrów oraz była piąta w biegu rozstawnym. W 2011 podczas kolejnej edycji młodzieżowych mistrzostw Europy zajęła szóste miejsce w biegu na 100 metrów oraz wraz z koleżankami z reprezentacji sięgnęła po złoto w sztafecie 4 x 100 metrów. 
Rekordy życiowe: bieg na 60 metrów (hala) – 7,25 (22 lutego 2012, Moskwa); bieg na 100 metrów – 11,4 (8 stycznia 2008, Żukowski). 